# Kállai Zoltán
Kállai Zoltán (Budapest, 1984. december 25. –) többszörös magyar bajnok, válogatott tornász.

## Sportpályafutása
Sportpályafutását a Központi Sport- és Ifjúsági Egyesületben (KSI) kezdte 1990-ben, jelenleg a Budapest Honvéd Sportegyesület (BHSE) sportolója. Edzője Laufer Béla, majd Kelemen Zoltán olimpiai bronzérmes tornász.
A 2010-es tornász-világbajnokságon 22. helyezést elért magyar csapat tagja, egyéni összetettben 82. helyezést (lólengésben 24.) ért el.

## Eredményei
2012
- Cottbus, világkupa – lólengés – 6. hely[6]
- Montpellier, férfi Európa-bajnokság – összetett – 17. hely
- Montpellier, férfi Európa-bajnokság – talaj – 66. hely
- Montpellier, férfi Európa-bajnokság – lólengés – 25. hely
- Montpellier, férfi Európa-bajnokság – gyűrű – 59. hely
- Montpellier, férfi Európa-bajnokság – ugrás – 84. hely
- Montpellier, férfi Európa-bajnokság – korlát – 58. hely
- Montpellier, férfi Európa-bajnokság – nyújtó – 77. hely

2011
- Budapest, országos bajnokság – összetett – 5. hely
- Budapest, országos bajnokság – talaj – 1. hely
- Budapest, országos bajnokság – lólengés – 6. hely
- Budapest, országos bajnokság – ugrás – 3. hely
- Budapest, országos bajnokság – nyújtó – 3. hely
- Maribor, világkupa – lólengés – 2. hely[9]
- Tokió, világbajnokság – csapat összetett – 21. hely[10]
- Tokió, világbajnokság – egyéni összetett – 178. hely
- Tokió, világbajnokság – talaj – 196. hely
- Tokió, világbajnokság – lólengés – 13. hely
- Tokió, világbajnokság – ugrás – 194. hely
- Tokió, világbajnokság – korlát – 151. hely
- Tokió, világbajnokság – nyújtó – 147. hely

2010
- Rotterdam, világbajnokság – csapat 22. helyezés, egyéni összetett – 82. hely
- Párizs, világkupa – lólengés – 5. hely
- Cottbus, világkupa – lólengés – 4. hely
- Maribor, világkupa – lólengés – 3. hely
- Maribor, világkupa – nyújtó – 5. hely
- Szombathely, világkupa – összetett – 3. hely
- Szombathely, világkupa – lólengés – 2. hely
- Tshwane, Pretoria, Bumbo Cup nemzetközi viadal – lólengés – 1. hely
- Tshwane, Pretoria, Bumbo Cup nemzetközi viadal – ugrás – 3. hely
- Tshwane, Pretoria, Bumbo Cup nemzetközi viadal – nyújtó – 3. hely
- Tshwane, Pretoria, Bumbo Cup nemzetközi viadal – korlát – 2. hely
- Tshwane, Pretoria, Bumbo Cup nemzetközi viadal – gyűrű – 5. hely
- Tshwane, Pretoria, Bumbo Cup nemzetközi viadal – egyéni összetett – 4. hely

2009
- Maribor, világkupa – lólengés – 3. hely
- Kijev, világkupa – lólengés – 1. hely

2008
- Stuttgart, világkupa – lólengés – 4. hely
- Madeira, világkupa – lólengés – 1. hely
- Kijev, világkupa – lólengés – 3. hely
- Ostrava, világkupa – lólengés – 3. hely